# Jagelló-ház
A Jagelló-ház (litvánul: Jogailaičiai, lengyelül: Jagiellonowie) nagy jelentőségű, litván származású uralkodódinasztia, mely a középkor legvégén élte fénykorát, amikor tagjai a litván mellett a lengyel, a magyar-horvát és a cseh koronát is birtokolták. A litván Gediminas-ház egyik mellékága. Ulászló (eredeti nevén Jogaila, magyarosan Jagelló) litván nagyfejedelem alapította 1386-ban, amikor feleségül vette Hedvig lengyel királynőt és felvette a lengyel királyi címet. A dinasztia ősapja Gediminas litván nagyfejedelem, aki 1316-tól 1341-ig uralkodott Litvániában, majd a család Anna lengyel királynővel halt ki 1596-ban.

## A dinasztia alapítása

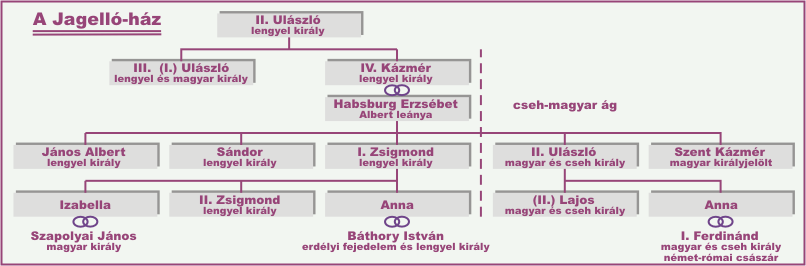
A Jagelló dinasztia leszármazási viszonyai

A dinasztia őse Gediminas litván nagyfejedelem volt. Az ő unokája II. Ulászló lengyel király (lengyelül: Jagiełło) szintén litván nagyfejedelem volt, mikor Litvánia és Lengyelország 1385. augusztus 14-én megkötötte a krewói uniós szerződést. A szerződés értelmében a fejedelem (litvánul: Jogaila) népével együtt áttért a keresztény hitre, feleségül vette Hedviget, Lengyelország királynőjét (Nagy Lajos leányát) és 1386. február 17-én II. Ulászló néven lengyel király lett. Ettől kezdve 1572. július 7-éig a Jagelló-ház tagjai foglalták el a lengyel trónt.
A létrejött perszonálunió Litvánia és Lengyelország között Közép-Európa keleti részének vezető hatalma lett. Lengyelország 1410. július 15-én a tannenbergi (vagy grünwaldi) csatában megsemmisítő vereséget mért régi ellenfelére, a Német Lovagrendre. Ulászló Luxemburgi Zsigmond magyar királynak is ellenjelöltje volt, de a két király 1412. május 22-én Budán találkozott és békét kötött. A husziták meghívták a cseh trónra is, de Ulászló visszautasította azt. Későn, az 1420-as években születtek fiai. Ulászló a lengyel nemességnek jelentős engedményeket tett a trónöröklés biztosítására.

## A második lengyel–magyar perszonálunió
II. Ulászlót 1434. június 1-jén fia, III. Ulászló követte a lengyel trónon. Őt a magyar rendek V. László ellenében királlyá választották és 1440. július 17-én I. Ulászló néven magyar királlyá koronázták. Ezzel rövid időre ismét perszonálunió jött létre Magyarország és Lengyelország között. Ulászló várnai csatavesztése (1444. november 10.) után azonban a Jagellók elvesztették Magyarországot, a magyar trónra V. László személyében Habsburg uralkodó került, a lengyel trónt pedig Ulászló öccse, IV. Kázmér foglalta el.

## Jagelló–Hunyadi-ellentét
Kázmér tovább növelte Lengyelország hatalmát. Az 1466. október 19-én kötött második thorni békében a Német Lovagrendet a lengyel hűbér elismerésére kényszerítette és Danzig Lengyelországhoz csatolásával kijáratot szerzett a Balti-tenger felé. IV. Kázmér felesége Habsburg Albert magyar, cseh és német király leánya, Erzsébet volt, így fiai (hat fia és hét leánya született) igényt tarthattak a cseh és magyar trónra is. A Vitéz János vezette Hunyadi Mátyás-ellenes összeesküvők IV. Kázmér fiát – az utóbb szentté avatott – Kázmér herceget hívták meg a magyar trónra, aki 1471. szeptember 20-án hadat üzent Mátyásnak és tizenkétezer fős lengyel sereg élén benyomult Magyarország területére. Mátyás azonban a rá jellemző határozottsággal úrrá lett a helyzeten.
Hasonló ellentét alakult ki a cseh trónöröklés kérdésében is. A magyar király ellen cseh–lengyel szövetség jött létre, melyet nyíltan támogatott III. Frigyes német-római császár is. Mátyást 1469. május 3-án cseh királlyá koronázták, de az egész Csehország feletti uralmat nem tudta megszerezni. 1471. május 27-én, Podjebrád György halála után a kuttenbergi (Kutná Hora) cseh királyválasztó országgyűlésen Jagelló Ulászlót választották cseh királlyá és 1471. augusztus 22-én a koronázás meg is történt.

## A Jagelló-kor Kelet-Európában
Mátyás 1490. április 6-ai halála után – Corvin János és I. Miksa, német király mellett – két Jagelló-házi jelölt, Ulászló és János Albert is esélyes volt a magyar trónra. Mindketten sereggel érkeztek Magyarországra, de a magyar rendek végül 1490. július 15-én a rákosi országgyűlésen Ulászlót választották magyar királlyá. Az új magyar király öccsét fegyveres erővel győzte le, Miksával pedig 1491. november 7-én Pozsonyban békét kötött.

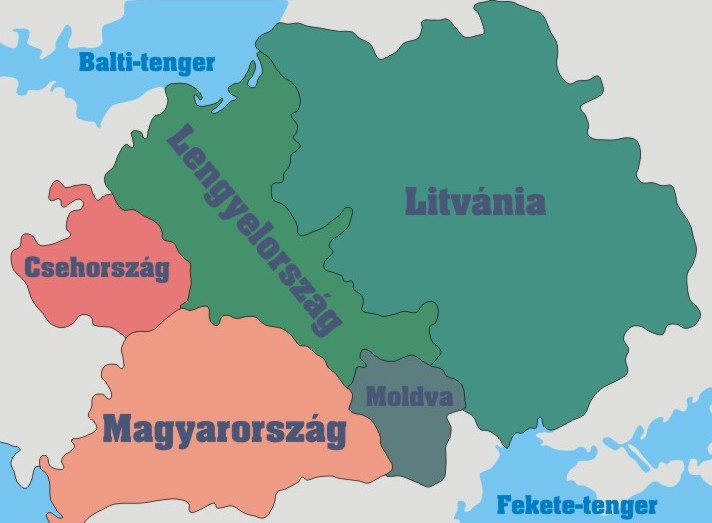
A Jagellók királyságai és a vazallus Moldva a 16. század elején

Ulászló megválasztásának okaként legtöbbször azt szokás említeni, hogy a magyar rendek a sokszor diktatórikusan uralkodó Mátyás után egy gyengekezű, könnyen befolyásolható uralkodót akartak. Ulászló mellett azonban egy sokkal racionálisabb indok is szólt és ez a török elleni védekezés szükségessége. Már Mátyás is tisztában volt azzal, hogy Magyarország a török elleni védekezés pénzügyi és katonai terheit csak egy szélesebb és erősebb bázis élén tudja elviselni. Mátyás halálával szertefoszlott annak lehetősége, hogy magyar vezetéssel jöjjön létre egy Törökország ellen védekezni képes államalakulat. Magyarországnak csak két lehetősége maradt, vagy a Habsburg, vagy a Jagelló-ház uralmának felvállalása. Az, hogy a két dinasztia küzdelméből melyik fog győztesen kikerülni, a 16. század elején még nem volt nyilvánvaló.
Ulászló magyar királyságával a Jagelló-ház hatalma csúcsára érkezett. Az általuk kormányzott terület birodalom méretű – közel kétmillió négyzetkilométer – volt. E terület lakossága sok nemzetből állt és sokféle vallású volt, viszont szemben Európa nyugati felével itt vallási türelem uralkodott. Fennállt a lehetősége tehát egy olyan államokból álló államszövetség létrejöttének, amelyek addigi fejlődése sok közös vonást mutat, és amelyek között az együttműködésnek több évszázados hagyományai voltak. Ez az államszövetség alkalmasnak látszott arra, hogy nagyhatalomként beleszólhasson egész Európa politikájába.

## Jagelló–Habsburg ellentét
1492. június 7-én meghalt IV. Kázmér. Jog szerinti örököse, Ulászló lemondott a lengyel trónról és ezzel a dinasztia cseh–magyar és lengyel ágra szakadt. A következő lengyel királyok Ulászló öccsei, János Albert (1492. augusztus 27. – 1501. június 17.), Sándor (1501. október – 1506. augusztus 19.) és I. Zsigmond (1507. január 24. – 1548. április 1.) voltak. A testvérek kezdetben megkísérelték politikájukat összehangolni. 1492. december 5-én Ulászló és János Albert szövetségi szerződést kötöttek, 1500. augusztus 14-én pedig Budán megkötötték a magyar–lengyel–francia szövetséget, amely a Habsburg–spanyol kapcsolatot volt hivatott ellensúlyozni.
Egyre nyilvánvalóbbá vált azonban, hogy a Jagelló országok közös érdekeinél az ellentétes érdekek az erősebbek.  I. Miksa német-római császár szövetséget kötött Lengyelország ellenfeleivel, a Német Lovagrenddel és az orosz cárral. A császár felismerte ugyanis, hogy míg Magyarországnak létérdeke a török elleni védekezés, Lengyelországnak ez csupán másodlagos az északi és keleti mellett. A Habsburg politikát siker koronázta.

## A bécsi kongresszus
1515. július 19-én I. Miksa német-római császár, II. Ulászló magyar és cseh király és I. Zsigmond lengyel király Bécsben egyezséget kötött. A megegyezés lényegében Kelet-Közép-Európa befolyási övezeteinek újrafelosztását jelentette a két versengő dinasztia között. Miksa vállalta, hogy felhagy a Német Lovagrend és az orosz cár támogatásával, a Jagelló-ház pedig belement abba, hogy II. Ulászló gyermekei és a császár unokái kettős házassági szerződést kössenek. A házassági szerződés gyakorlatilag azt jelentette, hogy Magyarországon és Csehországban II. Ulászló halála után elsősorban a Habsburgok befolyása, majd – ha a magyar–cseh király utód nélkül halna meg – utódlása érvényesül.

## A dinasztia kihalása
1516. március 13-án meghalt II. Ulászló. A cseh és magyar trónon fia, II. Lajos követte. Apa és fia uralkodása alatt Magyarország nem készült fel a török elleni harcra. II. Lajos 1526. augusztus 29-én halt meg a mohácsi csatában. Törvénytelen fiát, Wass Jánost nem ismerték el legális örökösének, ezért II. Lajos halálával gyakorlatilag kihalt a Jagelló-ház cseh–magyar ága.
A Jagelló-ház utolsó uralkodója – I. Zsigmond fia –, II. Zsigmond Ágost 1548. április 1. és 1572. július 7. között Lengyelország királya volt.

## Jagelló uralkodók névsora

### Lengyel Királyság
Bővebben: Lengyelország uralkodóinak listája
- Algirdas litván nagyfejedelem (1296 körül –1377) ∞ Tveri Julianna
  - II. Ulászló lengyel király (1357 körül –1434) ∞ Holszańska Zsófia
    - III. Ulászló lengyel király (1424–1444) ∞ nem házasodott meg
    - IV. Kázmér lengyel király (1427–1492) ∞ Habsburg Erzsébet
      - I. János Albert lengyel király (1459–1501) ∞ nem házasodott meg
      - Sándor lengyel király (1461–1506) ∞ Moszkvai Ilona
      - I. Zsigmond lengyel király (1467–1548) ∞ Sforza Bona
        - II. Zsigmond Ágost lengyel király (1520–1572)
        - Anna lengyel társuralkodó (1523–1596) ∞ Báthory István

### Magyar Királyság
Bővebben: Magyarország uralkodóinak listája
- II. Ulászló lengyel király (1357 körül –1434) ∞ Holszańska Zsófia
  - I. Ulászló magyar és lengyel király (1424–1444) ∞ nem házasodott meg, jegyese Habsburg Anna magyar hercegnő
  - IV. Kázmér lengyel király (1427–1492) ∞ Habsburg Erzsébet magyar hercegnő
    - II. Ulászló magyar király (1456–1516) ∞ Foix–Candale-i Anna
      - II. Lajos magyar király (1506–1526) ∞ Habsburg Mária

### Cseh Királyság
Bővebben: Csehország uralkodóinak listája
- IV. Kázmér lengyel király (1427–1492) ∞ Habsburg Erzsébet cseh hercegnő
  - II. Ulászló cseh és magyar király (1456–1516) ∞ Foix–Candale-i Anna
    - Lajos cseh és magyar király (1506–1526) ∞ Habsburg Mária

## Családfa
|                                                                           |                                                                           |                                                                           |                                                                           |                                                                           |                                                                           |                              |                              |                                                                  |                                                                  |                                                                  |                                                                  |                                                                  |                                                                  |                  |                  |                        |                        |                        |                        |                        |                        |  |  | II. Ulászló (Jogaila) 1351 k.–1434 litván nagyfejedelem 1377–1381; 1382-1392 lengyel király 1386–1434 |                                                                                    |                                                                                    |                                                                                    |                                                                                    |                                                                                    |  |  |                                                                          |                                                                          |                                                                          |                                                                          |                                                                          |                                                                          |                  |                  |                                                                          |                                                                          |                                                                          |                                                                          |                                                                              |                                                                              |                                                                              |                                                                              |                                                                                      |                                                                                      |                                                                                      |                                                                                      |                                                                                      |                                                                                      |  |  |                                                                               |                                                                               |                                                                               |                                                                               |                                                                               |                                                                               |  |  |                                                                     |                                                                     |                                                                     |                                                                     |                                                                     |                                                                     |  |  |                                                                   |                                                                   |                                                                   |                                                                   |                                                                   |                                                                   |  |  |                                              |                                              |                                              |                                              |                                              |                                              |  |  |                                            |                                            |                                            |                                            |                                            |                                            |  |  |                                                 |                                                 |                                                 |                                                 |                                                 |                                                 |  |  |  |  |  |  |  |  |  |  |  |  |  |  |  |  |  |  |  |  |  |  |  |  |  |  |  |  |  |  |  |  |  |  |  |  |  |  |  |  |  |  |  |  |  |  |  |  |  |  |  |  |  |  |
|                                                                           |                                                                           |                                                                           |                                                                           |                                                                           |                                                                           |                              |                              |                                                                  |                                                                  |                                                                  |                                                                  |                                                                  |                                                                  |                  |                  |                        |                        |                        |                        |                        |                        |  |  | |                                                                                    |                                                                                    |                                                                                    |                                                                                    |                                                                                    |  |  |                                                                          |                                                                          |                                                                          |                                                                          |                                                                          |                                                                          |                  |                  |                                                                          |                                                                          |                                                                          |                                                                          |                                                                              |                                                                              |                                                                              |                                                                              |                                                                                      |                                                                                      |                                                                                      |                                                                                      |                                                                                      |                                                                                      |  |  |                                                                               |                                                                               |                                                                               |                                                                               |                                                                               |                                                                               |  |  |                                                                     |                                                                     |                                                                     |                                                                     |                                                                     |                                                                     |  |  |                                                                   |                                                                   |                                                                   |                                                                   |                                                                   |                                                                   |  |  |                                              |                                              |                                              |                                              |                                              |                                              |  |  |                                            |                                            |                                            |                                            |                                            |                                            |  |  |                                                 |                                                 |                                                 |                                                 |                                                 |                                                 |  |  |  |  |  |  |  |  |  |  |  |  |  |  |  |  |  |  |  |  |  |  |  |  |  |  |  |  |  |  |  |  |  |  |  |  |  |  |  |  |  |  |  |  |  |  |  |  |  |  |  |  |  |  |
|                                                                           |                                                                           |                                                                           |                                                                           |                                                                           |                                                                           |                              |                              |                                                                  |                                                                  |                                                                  |                                                                  |                                                                  |                                                                  |                  |                  |                        |                        |                        |                        |                        |                        |  |  | |                                                                                    |                                                                                    |                                                                                    |                                                                                    |                                                                                    |  |  |                                                                          |                                                                          |                                                                          |                                                                          |                                                                          |                                                                          |                  |                  |                                                                          |                                                                          |                                                                          |                                                                          |                                                                              |                                                                              |                                                                              |                                                                              |                                                                                      |                                                                                      |                                                                                      |                                                                                      |                                                                                      |                                                                                      |  |  |                                                                               |                                                                               |                                                                               |                                                                               |                                                                               |                                                                               |  |  |                                                                     |                                                                     |                                                                     |                                                                     |                                                                     |                                                                     |  |  |                                                                   |                                                                   |                                                                   |                                                                   |                                                                   |                                                                   |  |  |                                              |                                              |                                              |                                              |                                              |                                              |  |  |                                            |                                            |                                            |                                            |                                            |                                            |  |  |                                                 |                                                 |                                                 |                                                 |                                                 |                                                 |  |  |  |  |  |  |  |  |  |  |  |  |  |  |  |  |  |  |  |  |  |  |  |  |  |  |  |  |  |  |  |  |  |  |  |  |  |  |  |  |  |  |  |  |  |  |  |  |  |  |  |  |  |  |
|                                                                           |                                                                           |                                                                           |                                                                           | Erzsébet Bonifácia 1399-1399                                              | Erzsébet Bonifácia 1399-1399                                              | Erzsébet Bonifácia 1399-1399 | Erzsébet Bonifácia 1399-1399 | Erzsébet Bonifácia 1399-1399                                     | Erzsébet Bonifácia 1399-1399                                     |                                                                  |                                                                  |                                                                  |                                                                  | Hedvig 1408–1431 | Hedvig 1408–1431 | Hedvig 1408–1431       | Hedvig 1408–1431       | Hedvig 1408–1431       | Hedvig 1408–1431       |                        |                        |  |  | III. Ulászló 1424–1444 lengyel király 1434–1444 I. Ulászló magyar király 1440–1444                    | III. Ulászló 1424–1444 lengyel király 1434–1444 I. Ulászló magyar király 1440–1444 | III. Ulászló 1424–1444 lengyel király 1434–1444 I. Ulászló magyar király 1440–1444 | III. Ulászló 1424–1444 lengyel király 1434–1444 I. Ulászló magyar király 1440–1444 | III. Ulászló 1424–1444 lengyel király 1434–1444 I. Ulászló magyar király 1440–1444 | III. Ulászló 1424–1444 lengyel király 1434–1444 I. Ulászló magyar király 1440–1444 |  |  |                                                                          |                                                                          | Kázmér 1426–1427                                                         | Kázmér 1426–1427                                                         | Kázmér 1426–1427                                                         | Kázmér 1426–1427                                                         | Kázmér 1426–1427 | Kázmér 1426–1427 |                                                                          |                                                                          |                                                                          |                                                                          | IV. Kázmér 1427–1492 litván nagyfejedelem 1440–1492 lengyel király 1447–1492 | IV. Kázmér 1427–1492 litván nagyfejedelem 1440–1492 lengyel király 1447–1492 | IV. Kázmér 1427–1492 litván nagyfejedelem 1440–1492 lengyel király 1447–1492 | IV. Kázmér 1427–1492 litván nagyfejedelem 1440–1492 lengyel király 1447–1492 | IV. Kázmér 1427–1492 litván nagyfejedelem 1440–1492 lengyel király 1447–1492         | IV. Kázmér 1427–1492 litván nagyfejedelem 1440–1492 lengyel király 1447–1492         |                                                                                      |                                                                                      |                                                                                      |                                                                                      |  |  |                                                                               |                                                                               |                                                                               |                                                                               |                                                                               |                                                                               |  |  |                                                                     |                                                                     |                                                                     |                                                                     |                                                                     |                                                                     |  |  |                                                                   |                                                                   |                                                                   |                                                                   |                                                                   |                                                                   |  |  |                                              |                                              |                                              |                                              |                                              |                                              |  |  |                                            |                                            |                                            |                                            |                                            |                                            |  |  |                                                 |                                                 |                                                 |                                                 |                                                 |                                                 |  |  |  |  |  |  |  |  |  |  |  |  |  |  |  |  |  |  |  |  |  |  |  |  |  |  |  |  |  |  |  |  |  |  |  |  |  |  |  |  |  |  |  |  |  |  |  |  |  |  |  |  |  |  |
|                                                                           |                                                                           |                                                                           |                                                                           | Erzsébet Bonifácia 1399-1399                                              | Erzsébet Bonifácia 1399-1399                                              | Erzsébet Bonifácia 1399-1399 | Erzsébet Bonifácia 1399-1399 | Erzsébet Bonifácia 1399-1399                                     | Erzsébet Bonifácia 1399-1399                                     |                                                                  |                                                                  |                                                                  |                                                                  | Hedvig 1408–1431 | Hedvig 1408–1431 | Hedvig 1408–1431       | Hedvig 1408–1431       | Hedvig 1408–1431       | Hedvig 1408–1431       |                        |                        |  |  | III. Ulászló 1424–1444 lengyel király 1434–1444 I. Ulászló magyar király 1440–1444                    | III. Ulászló 1424–1444 lengyel király 1434–1444 I. Ulászló magyar király 1440–1444 | III. Ulászló 1424–1444 lengyel király 1434–1444 I. Ulászló magyar király 1440–1444 | III. Ulászló 1424–1444 lengyel király 1434–1444 I. Ulászló magyar király 1440–1444 | III. Ulászló 1424–1444 lengyel király 1434–1444 I. Ulászló magyar király 1440–1444 | III. Ulászló 1424–1444 lengyel király 1434–1444 I. Ulászló magyar király 1440–1444 |  |  |                                                                          |                                                                          | Kázmér 1426–1427                                                         | Kázmér 1426–1427                                                         | Kázmér 1426–1427                                                         | Kázmér 1426–1427                                                         | Kázmér 1426–1427 | Kázmér 1426–1427 |                                                                          |                                                                          |                                                                          |                                                                          | IV. Kázmér 1427–1492 litván nagyfejedelem 1440–1492 lengyel király 1447–1492 | IV. Kázmér 1427–1492 litván nagyfejedelem 1440–1492 lengyel király 1447–1492 | IV. Kázmér 1427–1492 litván nagyfejedelem 1440–1492 lengyel király 1447–1492 | IV. Kázmér 1427–1492 litván nagyfejedelem 1440–1492 lengyel király 1447–1492 | IV. Kázmér 1427–1492 litván nagyfejedelem 1440–1492 lengyel király 1447–1492         | IV. Kázmér 1427–1492 litván nagyfejedelem 1440–1492 lengyel király 1447–1492         |                                                                                      |                                                                                      |                                                                                      |                                                                                      |  |  |                                                                               |                                                                               |                                                                               |                                                                               |                                                                               |                                                                               |  |  |                                                                     |                                                                     |                                                                     |                                                                     |                                                                     |                                                                     |  |  |                                                                   |                                                                   |                                                                   |                                                                   |                                                                   |                                                                   |  |  |                                              |                                              |                                              |                                              |                                              |                                              |  |  |                                            |                                            |                                            |                                            |                                            |                                            |  |  |                                                 |                                                 |                                                 |                                                 |                                                 |                                                 |  |  |  |  |  |  |  |  |  |  |  |  |  |  |  |  |  |  |  |  |  |  |  |  |  |  |  |  |  |  |  |  |  |  |  |  |  |  |  |  |  |  |  |  |  |  |  |  |  |  |  |  |  |  |
|                                                                           |                                                                           |                                                                           |                                                                           |                                                                           |                                                                           |                              |                              |                                                                  |                                                                  |                                                                  |                                                                  |                                                                  |                                                                  |                  |                  |                        |                        |                        |                        |                        |                        |  |  | |                                                                                    |                                                                                    |                                                                                    |                                                                                    |                                                                                    |  |  |                                                                          |                                                                          |                                                                          |                                                                          |                                                                          |                                                                          |                  |                  |                                                                          |                                                                          |                                                                          |                                                                          |                                                                              |                                                                              |                                                                              |                                                                              |                                                                                      |                                                                                      |                                                                                      |                                                                                      |                                                                                      |                                                                                      |  |  |                                                                               |                                                                               |                                                                               |                                                                               |                                                                               |                                                                               |  |  |                                                                     |                                                                     |                                                                     |                                                                     |                                                                     |                                                                     |  |  |                                                                   |                                                                   |                                                                   |                                                                   |                                                                   |                                                                   |  |  |                                              |                                              |                                              |                                              |                                              |                                              |  |  |                                            |                                            |                                            |                                            |                                            |                                            |  |  |                                                 |                                                 |                                                 |                                                 |                                                 |                                                 |  |  |  |  |  |  |  |  |  |  |  |  |  |  |  |  |  |  |  |  |  |  |  |  |  |  |  |  |  |  |  |  |  |  |  |  |  |  |  |  |  |  |  |  |  |  |  |  |  |  |  |  |  |  |
| II. Ulászló 1456–1516 cseh király 1471–1516 magyar király 1490–1516       | II. Ulászló 1456–1516 cseh király 1471–1516 magyar király 1490–1516       | II. Ulászló 1456–1516 cseh király 1471–1516 magyar király 1490–1516       | II. Ulászló 1456–1516 cseh király 1471–1516 magyar király 1490–1516       | II. Ulászló 1456–1516 cseh király 1471–1516 magyar király 1490–1516       | II. Ulászló 1456–1516 cseh király 1471–1516 magyar király 1490–1516       |                              |                              | Hedvig 1457–1502 bajor–landshuti hercegné 1479–1502              | Hedvig 1457–1502 bajor–landshuti hercegné 1479–1502              | Hedvig 1457–1502 bajor–landshuti hercegné 1479–1502              | Hedvig 1457–1502 bajor–landshuti hercegné 1479–1502              | Hedvig 1457–1502 bajor–landshuti hercegné 1479–1502              | Hedvig 1457–1502 bajor–landshuti hercegné 1479–1502              |                  |                  | Szent Kázmér 1458–1483 | Szent Kázmér 1458–1483 | Szent Kázmér 1458–1483 | Szent Kázmér 1458–1483 | Szent Kázmér 1458–1483 | Szent Kázmér 1458–1483 |  |  | I. János Albert 1459–1501 litván nagyfejedelem 1483–1491 lengyel király 1492–1501                     | I. János Albert 1459–1501 litván nagyfejedelem 1483–1491 lengyel király 1492–1501  | I. János Albert 1459–1501 litván nagyfejedelem 1483–1491 lengyel király 1492–1501  | I. János Albert 1459–1501 litván nagyfejedelem 1483–1491 lengyel király 1492–1501  | I. János Albert 1459–1501 litván nagyfejedelem 1483–1491 lengyel király 1492–1501  | I. János Albert 1459–1501 litván nagyfejedelem 1483–1491 lengyel király 1492–1501  |  |  | Sándor 1461–1506 litván nagyfejedelem 1492–1506 lengyel király 1501–1506 | Sándor 1461–1506 litván nagyfejedelem 1492–1506 lengyel király 1501–1506 | Sándor 1461–1506 litván nagyfejedelem 1492–1506 lengyel király 1501–1506 | Sándor 1461–1506 litván nagyfejedelem 1492–1506 lengyel király 1501–1506 | Sándor 1461–1506 litván nagyfejedelem 1492–1506 lengyel király 1501–1506 | Sándor 1461–1506 litván nagyfejedelem 1492–1506 lengyel király 1501–1506 |                  |                  | Zsófia 1464–1512 Brandenburg–Ansbach-i őrgrófné 1486–1512                | Zsófia 1464–1512 Brandenburg–Ansbach-i őrgrófné 1486–1512                | Zsófia 1464–1512 Brandenburg–Ansbach-i őrgrófné 1486–1512                | Zsófia 1464–1512 Brandenburg–Ansbach-i őrgrófné 1486–1512                | Zsófia 1464–1512 Brandenburg–Ansbach-i őrgrófné 1486–1512                    | Zsófia 1464–1512 Brandenburg–Ansbach-i őrgrófné 1486–1512                    |                                                                              |                                                                              | Erzsébet 1465–1566                                                                   | Erzsébet 1465–1566                                                                   | Erzsébet 1465–1566                                                                   | Erzsébet 1465–1566                                                                   | Erzsébet 1465–1566                                                                   | Erzsébet 1465–1566                                                                   |  |  | I. (Öreg) Zsigmond 1467–1548 lengyel király és litván nagyfejedelem 1506–1548 | I. (Öreg) Zsigmond 1467–1548 lengyel király és litván nagyfejedelem 1506–1548 | I. (Öreg) Zsigmond 1467–1548 lengyel király és litván nagyfejedelem 1506–1548 | I. (Öreg) Zsigmond 1467–1548 lengyel király és litván nagyfejedelem 1506–1548 | I. (Öreg) Zsigmond 1467–1548 lengyel király és litván nagyfejedelem 1506–1548 | I. (Öreg) Zsigmond 1467–1548 lengyel király és litván nagyfejedelem 1506–1548 |  |  | Frigyes 1468–1503 krakkói püspök 1488–1503 gnieznói érsek 1493–1503 | Frigyes 1468–1503 krakkói püspök 1488–1503 gnieznói érsek 1493–1503 | Frigyes 1468–1503 krakkói püspök 1488–1503 gnieznói érsek 1493–1503 | Frigyes 1468–1503 krakkói püspök 1488–1503 gnieznói érsek 1493–1503 | Frigyes 1468–1503 krakkói püspök 1488–1503 gnieznói érsek 1493–1503 | Frigyes 1468–1503 krakkói püspök 1488–1503 gnieznói érsek 1493–1503 |  |  | Erzsébet 1472–1480 után                                           | Erzsébet 1472–1480 után                                           | Erzsébet 1472–1480 után                                           | Erzsébet 1472–1480 után                                           | Erzsébet 1472–1480 után                                           | Erzsébet 1472–1480 után                                           |  |  | Anna 1476–1503 pomerániai hercegné 1491–1503 | Anna 1476–1503 pomerániai hercegné 1491–1503 | Anna 1476–1503 pomerániai hercegné 1491–1503 | Anna 1476–1503 pomerániai hercegné 1491–1503 | Anna 1476–1503 pomerániai hercegné 1491–1503 | Anna 1476–1503 pomerániai hercegné 1491–1503 |  |  | Borbála 1478–1534 szász hercegné 1500–1534 | Borbála 1478–1534 szász hercegné 1500–1534 | Borbála 1478–1534 szász hercegné 1500–1534 | Borbála 1478–1534 szász hercegné 1500–1534 | Borbála 1478–1534 szász hercegné 1500–1534 | Borbála 1478–1534 szász hercegné 1500–1534 |  |  | Erzsébet 1483–1517 liegnitzi hercegné 1521–1517 | Erzsébet 1483–1517 liegnitzi hercegné 1521–1517 | Erzsébet 1483–1517 liegnitzi hercegné 1521–1517 | Erzsébet 1483–1517 liegnitzi hercegné 1521–1517 | Erzsébet 1483–1517 liegnitzi hercegné 1521–1517 | Erzsébet 1483–1517 liegnitzi hercegné 1521–1517 |  |  |  |  |  |  |  |  |  |  |  |  |  |  |  |  |  |  |  |  |  |  |  |  |  |  |  |  |  |  |  |  |  |  |  |  |  |  |  |  |  |  |  |  |  |  |  |  |  |  |  |  |  |  |
| II. Ulászló 1456–1516 cseh király 1471–1516 magyar király 1490–1516       | II. Ulászló 1456–1516 cseh király 1471–1516 magyar király 1490–1516       | II. Ulászló 1456–1516 cseh király 1471–1516 magyar király 1490–1516       | II. Ulászló 1456–1516 cseh király 1471–1516 magyar király 1490–1516       | II. Ulászló 1456–1516 cseh király 1471–1516 magyar király 1490–1516       | II. Ulászló 1456–1516 cseh király 1471–1516 magyar király 1490–1516       |                              |                              | Hedvig 1457–1502 bajor–landshuti hercegné 1479–1502              | Hedvig 1457–1502 bajor–landshuti hercegné 1479–1502              | Hedvig 1457–1502 bajor–landshuti hercegné 1479–1502              | Hedvig 1457–1502 bajor–landshuti hercegné 1479–1502              | Hedvig 1457–1502 bajor–landshuti hercegné 1479–1502              | Hedvig 1457–1502 bajor–landshuti hercegné 1479–1502              |                  |                  | Szent Kázmér 1458–1483 | Szent Kázmér 1458–1483 | Szent Kázmér 1458–1483 | Szent Kázmér 1458–1483 | Szent Kázmér 1458–1483 | Szent Kázmér 1458–1483 |  |  | I. János Albert 1459–1501 litván nagyfejedelem 1483–1491 lengyel király 1492–1501                     | I. János Albert 1459–1501 litván nagyfejedelem 1483–1491 lengyel király 1492–1501  | I. János Albert 1459–1501 litván nagyfejedelem 1483–1491 lengyel király 1492–1501  | I. János Albert 1459–1501 litván nagyfejedelem 1483–1491 lengyel király 1492–1501  | I. János Albert 1459–1501 litván nagyfejedelem 1483–1491 lengyel király 1492–1501  | I. János Albert 1459–1501 litván nagyfejedelem 1483–1491 lengyel király 1492–1501  |  |  | Sándor 1461–1506 litván nagyfejedelem 1492–1506 lengyel király 1501–1506 | Sándor 1461–1506 litván nagyfejedelem 1492–1506 lengyel király 1501–1506 | Sándor 1461–1506 litván nagyfejedelem 1492–1506 lengyel király 1501–1506 | Sándor 1461–1506 litván nagyfejedelem 1492–1506 lengyel király 1501–1506 | Sándor 1461–1506 litván nagyfejedelem 1492–1506 lengyel király 1501–1506 | Sándor 1461–1506 litván nagyfejedelem 1492–1506 lengyel király 1501–1506 |                  |                  | Zsófia 1464–1512 Brandenburg–Ansbach-i őrgrófné 1486–1512                | Zsófia 1464–1512 Brandenburg–Ansbach-i őrgrófné 1486–1512                | Zsófia 1464–1512 Brandenburg–Ansbach-i őrgrófné 1486–1512                | Zsófia 1464–1512 Brandenburg–Ansbach-i őrgrófné 1486–1512                | Zsófia 1464–1512 Brandenburg–Ansbach-i őrgrófné 1486–1512                    | Zsófia 1464–1512 Brandenburg–Ansbach-i őrgrófné 1486–1512                    |                                                                              |                                                                              | Erzsébet 1465–1566                                                                   | Erzsébet 1465–1566                                                                   | Erzsébet 1465–1566                                                                   | Erzsébet 1465–1566                                                                   | Erzsébet 1465–1566                                                                   | Erzsébet 1465–1566                                                                   |  |  | I. (Öreg) Zsigmond 1467–1548 lengyel király és litván nagyfejedelem 1506–1548 | I. (Öreg) Zsigmond 1467–1548 lengyel király és litván nagyfejedelem 1506–1548 | I. (Öreg) Zsigmond 1467–1548 lengyel király és litván nagyfejedelem 1506–1548 | I. (Öreg) Zsigmond 1467–1548 lengyel király és litván nagyfejedelem 1506–1548 | I. (Öreg) Zsigmond 1467–1548 lengyel király és litván nagyfejedelem 1506–1548 | I. (Öreg) Zsigmond 1467–1548 lengyel király és litván nagyfejedelem 1506–1548 |  |  | Frigyes 1468–1503 krakkói püspök 1488–1503 gnieznói érsek 1493–1503 | Frigyes 1468–1503 krakkói püspök 1488–1503 gnieznói érsek 1493–1503 | Frigyes 1468–1503 krakkói püspök 1488–1503 gnieznói érsek 1493–1503 | Frigyes 1468–1503 krakkói püspök 1488–1503 gnieznói érsek 1493–1503 | Frigyes 1468–1503 krakkói püspök 1488–1503 gnieznói érsek 1493–1503 | Frigyes 1468–1503 krakkói püspök 1488–1503 gnieznói érsek 1493–1503 |  |  | Erzsébet 1472–1480 után                                           | Erzsébet 1472–1480 után                                           | Erzsébet 1472–1480 után                                           | Erzsébet 1472–1480 után                                           | Erzsébet 1472–1480 után                                           | Erzsébet 1472–1480 után                                           |  |  | Anna 1476–1503 pomerániai hercegné 1491–1503 | Anna 1476–1503 pomerániai hercegné 1491–1503 | Anna 1476–1503 pomerániai hercegné 1491–1503 | Anna 1476–1503 pomerániai hercegné 1491–1503 | Anna 1476–1503 pomerániai hercegné 1491–1503 | Anna 1476–1503 pomerániai hercegné 1491–1503 |  |  | Borbála 1478–1534 szász hercegné 1500–1534 | Borbála 1478–1534 szász hercegné 1500–1534 | Borbála 1478–1534 szász hercegné 1500–1534 | Borbála 1478–1534 szász hercegné 1500–1534 | Borbála 1478–1534 szász hercegné 1500–1534 | Borbála 1478–1534 szász hercegné 1500–1534 |  |  | Erzsébet 1483–1517 liegnitzi hercegné 1521–1517 | Erzsébet 1483–1517 liegnitzi hercegné 1521–1517 | Erzsébet 1483–1517 liegnitzi hercegné 1521–1517 | Erzsébet 1483–1517 liegnitzi hercegné 1521–1517 | Erzsébet 1483–1517 liegnitzi hercegné 1521–1517 | Erzsébet 1483–1517 liegnitzi hercegné 1521–1517 |  |  |  |  |  |  |  |  |  |  |  |  |  |  |  |  |  |  |  |  |  |  |  |  |  |  |  |  |  |  |  |  |  |  |  |  |  |  |  |  |  |  |  |  |  |  |  |  |  |  |  |  |  |  |
|                                                                           |                                                                           |                                                                           |                                                                           |                                                                           |                                                                           |                              |                              |                                                                  |                                                                  |                                                                  |                                                                  |                                                                  |                                                                  |                  |                  |                        |                        |                        |                        |                        |                        |  |  | |                                                                                    |                                                                                    |                                                                                    |                                                                                    |                                                                                    |  |  |                                                                          |                                                                          |                                                                          |                                                                          |                                                                          |                                                                          |                  |                  |                                                                          |                                                                          |                                                                          |                                                                          |                                                                              |                                                                              |                                                                              |                                                                              |                                                                                      |                                                                                      |                                                                                      |                                                                                      |                                                                                      |                                                                                      |  |  |                                                                               |                                                                               |                                                                               |                                                                               |                                                                               |                                                                               |  |  |                                                                     |                                                                     |                                                                     |                                                                     |                                                                     |                                                                     |  |  |                                                                   |                                                                   |                                                                   |                                                                   |                                                                   |                                                                   |  |  |                                              |                                              |                                              |                                              |                                              |                                              |  |  |                                            |                                            |                                            |                                            |                                            |                                            |  |  |                                                 |                                                 |                                                 |                                                 |                                                 |                                                 |  |  |  |  |  |  |  |  |  |  |  |  |  |  |  |  |  |  |  |  |  |  |  |  |  |  |  |  |  |  |  |  |  |  |  |  |  |  |  |  |  |  |  |  |  |  |  |  |  |  |  |  |  |  |
| Anna 1503–1547 cseh és magyar királyné 1526–1547 német királyné 1531–1547 | Anna 1503–1547 cseh és magyar királyné 1526–1547 német királyné 1531–1547 | Anna 1503–1547 cseh és magyar királyné 1526–1547 német királyné 1531–1547 | Anna 1503–1547 cseh és magyar királyné 1526–1547 német királyné 1531–1547 | Anna 1503–1547 cseh és magyar királyné 1526–1547 német királyné 1531–1547 | Anna 1503–1547 cseh és magyar királyné 1526–1547 német királyné 1531–1547 |                              |                              | II. Lajos 1506–1526 cseh és magyar király 1516–1526              | II. Lajos 1506–1526 cseh és magyar király 1516–1526              | II. Lajos 1506–1526 cseh és magyar király 1516–1526              | II. Lajos 1506–1526 cseh és magyar király 1516–1526              | II. Lajos 1506–1526 cseh és magyar király 1516–1526              | II. Lajos 1506–1526 cseh és magyar király 1516–1526              |                  |                  | Anna 1515–1520         | Anna 1515–1520         | Anna 1515–1520         | Anna 1515–1520         | Anna 1515–1520         | Anna 1515–1520         |  |  | Hedvig 1513–1573 brandenburgi hercegné 1535–1571                                                      | Hedvig 1513–1573 brandenburgi hercegné 1535–1571                                   | Hedvig 1513–1573 brandenburgi hercegné 1535–1571                                   | Hedvig 1513–1573 brandenburgi hercegné 1535–1571                                   | Hedvig 1513–1573 brandenburgi hercegné 1535–1571                                   | Hedvig 1513–1573 brandenburgi hercegné 1535–1571                                   |  |  | Albert 1527-1527                                                         | Albert 1527-1527                                                         | Albert 1527-1527                                                         | Albert 1527-1527                                                         | Albert 1527-1527                                                         | Albert 1527-1527                                                         |                  |                  | Izabella 1519–1559 magyar királyné 1539–1559 erdélyi kormányzó 1556–1559 | Izabella 1519–1559 magyar királyné 1539–1559 erdélyi kormányzó 1556–1559 | Izabella 1519–1559 magyar királyné 1539–1559 erdélyi kormányzó 1556–1559 | Izabella 1519–1559 magyar királyné 1539–1559 erdélyi kormányzó 1556–1559 | Izabella 1519–1559 magyar királyné 1539–1559 erdélyi kormányzó 1556–1559     | Izabella 1519–1559 magyar királyné 1539–1559 erdélyi kormányzó 1556–1559     |                                                                              |                                                                              | II. Zsigmond Ágost 1520–1571 litván nagyfejedelem 1522–1571 lengyel király 1548–1572 | II. Zsigmond Ágost 1520–1571 litván nagyfejedelem 1522–1571 lengyel király 1548–1572 | II. Zsigmond Ágost 1520–1571 litván nagyfejedelem 1522–1571 lengyel király 1548–1572 | II. Zsigmond Ágost 1520–1571 litván nagyfejedelem 1522–1571 lengyel király 1548–1572 | II. Zsigmond Ágost 1520–1571 litván nagyfejedelem 1522–1571 lengyel király 1548–1572 | II. Zsigmond Ágost 1520–1571 litván nagyfejedelem 1522–1571 lengyel király 1548–1572 |  |  | Zsófia 1522–1575 Brunswick–Wolfenbüttel-i hercegné 1556–1568                  | Zsófia 1522–1575 Brunswick–Wolfenbüttel-i hercegné 1556–1568                  | Zsófia 1522–1575 Brunswick–Wolfenbüttel-i hercegné 1556–1568                  | Zsófia 1522–1575 Brunswick–Wolfenbüttel-i hercegné 1556–1568                  | Zsófia 1522–1575 Brunswick–Wolfenbüttel-i hercegné 1556–1568                  | Zsófia 1522–1575 Brunswick–Wolfenbüttel-i hercegné 1556–1568                  |  |  | Anna 1523–1596 lengyel királyné és litván nagyfejedelemné 1575–1586 | Anna 1523–1596 lengyel királyné és litván nagyfejedelemné 1575–1586 | Anna 1523–1596 lengyel királyné és litván nagyfejedelemné 1575–1586 | Anna 1523–1596 lengyel királyné és litván nagyfejedelemné 1575–1586 | Anna 1523–1596 lengyel királyné és litván nagyfejedelemné 1575–1586 | Anna 1523–1596 lengyel királyné és litván nagyfejedelemné 1575–1586 |  |  | Katalin 1526–1583 finn hercegné 1562–1583 svéd királyné 1569–1583 | Katalin 1526–1583 finn hercegné 1562–1583 svéd királyné 1569–1583 | Katalin 1526–1583 finn hercegné 1562–1583 svéd királyné 1569–1583 | Katalin 1526–1583 finn hercegné 1562–1583 svéd királyné 1569–1583 | Katalin 1526–1583 finn hercegné 1562–1583 svéd királyné 1569–1583 | Katalin 1526–1583 finn hercegné 1562–1583 svéd királyné 1569–1583 |  |  |                                              |                                              |                                              |                                              |                                              |                                              |  |  |                                            |                                            |                                            |                                            |                                            |                                            |  |  |                                                 |                                                 |                                                 |                                                 |                                                 |                                                 |  |  |  |  |  |  |  |  |  |  |  |  |  |  |  |  |  |  |  |  |  |  |  |  |  |  |  |  |  |  |  |  |  |  |  |  |  |  |  |  |  |  |  |  |  |  |  |  |  |  |  |  |  |  |
| Anna 1503–1547 cseh és magyar királyné 1526–1547 német királyné 1531–1547 | Anna 1503–1547 cseh és magyar királyné 1526–1547 német királyné 1531–1547 | Anna 1503–1547 cseh és magyar királyné 1526–1547 német királyné 1531–1547 | Anna 1503–1547 cseh és magyar királyné 1526–1547 német királyné 1531–1547 | Anna 1503–1547 cseh és magyar királyné 1526–1547 német királyné 1531–1547 | Anna 1503–1547 cseh és magyar királyné 1526–1547 német királyné 1531–1547 |                              |                              | II. Lajos 1506–1526 cseh és magyar király 1516–1526              | II. Lajos 1506–1526 cseh és magyar király 1516–1526              | II. Lajos 1506–1526 cseh és magyar király 1516–1526              | II. Lajos 1506–1526 cseh és magyar király 1516–1526              | II. Lajos 1506–1526 cseh és magyar király 1516–1526              | II. Lajos 1506–1526 cseh és magyar király 1516–1526              |                  |                  | Anna 1515–1520         | Anna 1515–1520         | Anna 1515–1520         | Anna 1515–1520         | Anna 1515–1520         | Anna 1515–1520         |  |  | Hedvig 1513–1573 brandenburgi hercegné 1535–1571                                                      | Hedvig 1513–1573 brandenburgi hercegné 1535–1571                                   | Hedvig 1513–1573 brandenburgi hercegné 1535–1571                                   | Hedvig 1513–1573 brandenburgi hercegné 1535–1571                                   | Hedvig 1513–1573 brandenburgi hercegné 1535–1571                                   | Hedvig 1513–1573 brandenburgi hercegné 1535–1571                                   |  |  | Albert 1527-1527                                                         | Albert 1527-1527                                                         | Albert 1527-1527                                                         | Albert 1527-1527                                                         | Albert 1527-1527                                                         | Albert 1527-1527                                                         |                  |                  | Izabella 1519–1559 magyar királyné 1539–1559 erdélyi kormányzó 1556–1559 | Izabella 1519–1559 magyar királyné 1539–1559 erdélyi kormányzó 1556–1559 | Izabella 1519–1559 magyar királyné 1539–1559 erdélyi kormányzó 1556–1559 | Izabella 1519–1559 magyar királyné 1539–1559 erdélyi kormányzó 1556–1559 | Izabella 1519–1559 magyar királyné 1539–1559 erdélyi kormányzó 1556–1559     | Izabella 1519–1559 magyar királyné 1539–1559 erdélyi kormányzó 1556–1559     |                                                                              |                                                                              | II. Zsigmond Ágost 1520–1571 litván nagyfejedelem 1522–1571 lengyel király 1548–1572 | II. Zsigmond Ágost 1520–1571 litván nagyfejedelem 1522–1571 lengyel király 1548–1572 | II. Zsigmond Ágost 1520–1571 litván nagyfejedelem 1522–1571 lengyel király 1548–1572 | II. Zsigmond Ágost 1520–1571 litván nagyfejedelem 1522–1571 lengyel király 1548–1572 | II. Zsigmond Ágost 1520–1571 litván nagyfejedelem 1522–1571 lengyel király 1548–1572 | II. Zsigmond Ágost 1520–1571 litván nagyfejedelem 1522–1571 lengyel király 1548–1572 |  |  | Zsófia 1522–1575 Brunswick–Wolfenbüttel-i hercegné 1556–1568                  | Zsófia 1522–1575 Brunswick–Wolfenbüttel-i hercegné 1556–1568                  | Zsófia 1522–1575 Brunswick–Wolfenbüttel-i hercegné 1556–1568                  | Zsófia 1522–1575 Brunswick–Wolfenbüttel-i hercegné 1556–1568                  | Zsófia 1522–1575 Brunswick–Wolfenbüttel-i hercegné 1556–1568                  | Zsófia 1522–1575 Brunswick–Wolfenbüttel-i hercegné 1556–1568                  |  |  | Anna 1523–1596 lengyel királyné és litván nagyfejedelemné 1575–1586 | Anna 1523–1596 lengyel királyné és litván nagyfejedelemné 1575–1586 | Anna 1523–1596 lengyel királyné és litván nagyfejedelemné 1575–1586 | Anna 1523–1596 lengyel királyné és litván nagyfejedelemné 1575–1586 | Anna 1523–1596 lengyel királyné és litván nagyfejedelemné 1575–1586 | Anna 1523–1596 lengyel királyné és litván nagyfejedelemné 1575–1586 |  |  | Katalin 1526–1583 finn hercegné 1562–1583 svéd királyné 1569–1583 | Katalin 1526–1583 finn hercegné 1562–1583 svéd királyné 1569–1583 | Katalin 1526–1583 finn hercegné 1562–1583 svéd királyné 1569–1583 | Katalin 1526–1583 finn hercegné 1562–1583 svéd királyné 1569–1583 | Katalin 1526–1583 finn hercegné 1562–1583 svéd királyné 1569–1583 | Katalin 1526–1583 finn hercegné 1562–1583 svéd királyné 1569–1583 |  |  |                                              |                                              |                                              |                                              |                                              |                                              |  |  |                                            |                                            |                                            |                                            |                                            |                                            |  |  |                                                 |                                                 |                                                 |                                                 |                                                 |                                                 |  |  |  |  |  |  |  |  |  |  |  |  |  |  |  |  |  |  |  |  |  |  |  |  |  |  |  |  |  |  |  |  |  |  |  |  |  |  |  |  |  |  |  |  |  |  |  |  |  |  |  |  |  |  |
|                                                                           |                                                                           |                                                                           |                                                                           |                                                                           |                                                                           |                              |                              | [(ágyasától, Wass Angelitha úrnőtől)] János 1521 körül–1580 után | [(ágyasától, Wass Angelitha úrnőtől)] János 1521 körül–1580 után | [(ágyasától, Wass Angelitha úrnőtől)] János 1521 körül–1580 után | [(ágyasától, Wass Angelitha úrnőtől)] János 1521 körül–1580 után | [(ágyasától, Wass Angelitha úrnőtől)] János 1521 körül–1580 után | [(ágyasától, Wass Angelitha úrnőtől)] János 1521 körül–1580 után |                  |                  |                        |                        |                        |                        |                        |                        |  |  | |                                                                                    |                                                                                    |                                                                                    |                                                                                    |                                                                                    |  |  |                                                                          |                                                                          |                                                                          |                                                                          |                                                                          |                                                                          |                  |                  |                                                                          |                                                                          |                                                                          |                                                                          |                                                                              |                                                                              |                                                                              |                                                                              | [(ágyasától, Barbara Gizanka úrnőtől)] Borbála 1571–1615                             | [(ágyasától, Barbara Gizanka úrnőtől)] Borbála 1571–1615                             | [(ágyasától, Barbara Gizanka úrnőtől)] Borbála 1571–1615                             | [(ágyasától, Barbara Gizanka úrnőtől)] Borbála 1571–1615                             | [(ágyasától, Barbara Gizanka úrnőtől)] Borbála 1571–1615                             | [(ágyasától, Barbara Gizanka úrnőtől)] Borbála 1571–1615                             |  |  |                                                                               |                                                                               |                                                                               |                                                                               |                                                                               |                                                                               |  |  |                                                                     |                                                                     |                                                                     |                                                                     |                                                                     |                                                                     |  |  |                                                                   |                                                                   |                                                                   |                                                                   |                                                                   |                                                                   |  |  |                                              |                                              |                                              |                                              |                                              |                                              |  |  |                                            |                                            |                                            |                                            |                                            |                                            |  |  |                                                 |                                                 |                                                 |                                                 |                                                 |                                                 |  |  |  |  |  |  |  |  |  |  |  |  |  |  |  |  |  |  |  |  |  |  |  |  |  |  |  |  |  |  |  |  |  |  |  |  |  |  |  |  |  |  |  |  |  |  |  |  |  |  |  |  |  |  |

Sárga színnel a királyokat, halványsárgával a királynékat jelöltük.